# Argir község
Argir község (feröeriül: Argja kommuna) egy megszűnt község Feröeren. Streymoy déli részén, Tórshavn környékén feküdt.

## Történelem
A község 1978-ban jött létre a Tórshavni városkörnyék községből, amelyből Hoyvík és Hvítanes átkerült Tórshavn községbe.
1997. január 1-jétől Argir község is Tórshavn község része lett.

## Önkormányzat és közigazgatás

### Települések
| Település             | Mióta a község része | Előző község                  | Meddig a község része | Következő község | Megjegyzés         |
| --------------------- | -------------------- | ----------------------------- | --------------------- | ---------------- | ------------------ |
| Argir                 | 1978                 | Tórshavni városkörnyék község | 1996. december 31.    | Tórshavn község  | A község székhelye |
| Norðradalur           | 1978                 | Tórshavni városkörnyék község | 1996. december 31.    | Tórshavn község  |                    |
| Syðradalur (Streymoy) | 1978                 | Tórshavni városkörnyék község | 1996. december 31.    | Tórshavn község  |                    |

## Népesség
| Év              | Lakosság |
| --------------- | -------- |
| 1986. január 1. | 1334     |
| 1991. január 1. | 1502     |
| 1996. január 1. | 1484     |